# La Parra (Granada)
La Parra es una localidad española perteneciente al municipio de Huéscar, en la provincia de Granada, comunidad autónoma de Andalucía. Está situada en la parte centro-occidental de la comarca de Huéscar. A tan sólo dos kilómetros del embalse de San Clemente, cerca de esta localidad se encuentran los núcleos de Duda y Canal de San Clemente.